# Xã Shell Valley, Quận Rolette, Bắc Dakota
Xã Shell Valley (tiếng Anh: Shell Valley Township) là một xã thuộc quận Rolette, tiểu bang Bắc Dakota, Hoa Kỳ. Năm 2010, dân số của xã này là 449 người.